# أبرشية الرومان الكاثوليك في بويبلا دي لوس أنجلوس

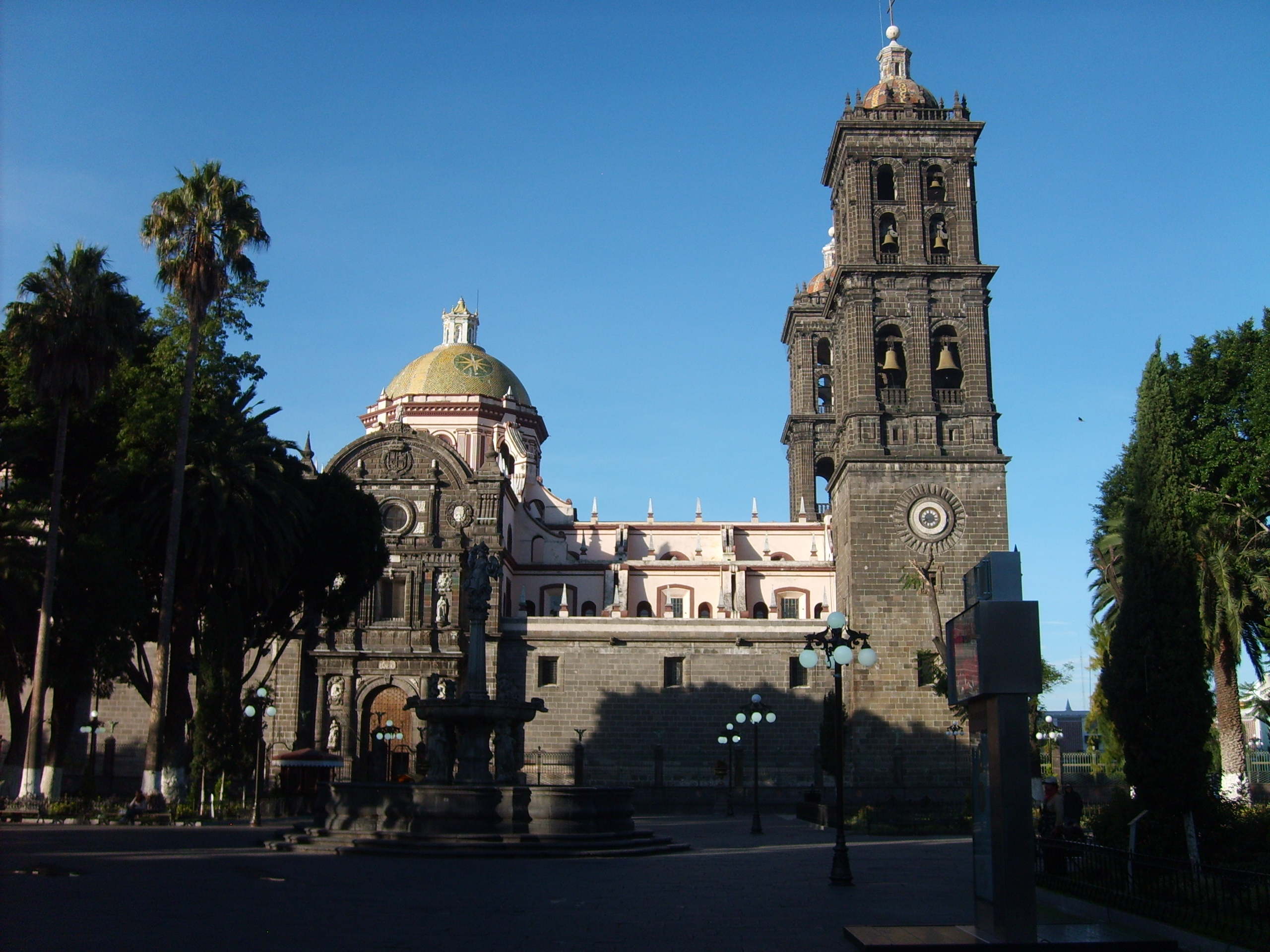

أبرشية بويبلا دي لوس أنجلوس، بويبلا (باللاتينية: Archidioecesis Angelorum)‏ هي أقدم أبرشية رومانيَّة كاثوليكيَّة في المكسيك . تم تأسيسها في 13 أكتوبر 1525 كأبرشية تلاكسكالا واحتفظت بهذا الاسم حتى رفعت إلى أبرشية في عام 1903. في عام 1959 تم إنشاء أبرشية جديدة من تلاكسكالا وهي حق التصويت لأبرشية بويبلا دي لوس أنجلوس، بويبلا.   أيضا الأبرشية هي أبرشية Huajuapan دي ليون وتهواكان.
أُنشئت أبرشية منفصلة لمكسيكو سيتي في عام 1530 واستبدلت إشبيلية بإسبانيا كمدينة حضرية في تلاكسكالا في عام 1546 ، لذلك كان مكانها كأهم رؤية كاثوليكية في المكسيك لم يدم طويلًا، لكن بويبلا دي لوس أنجلوس، تعد بويبلا واحدة من أكبر أبرشياتها في المكسيك اليوم.

## أورديناريز
- توفي جوليان غارسيس، المرجع السابق (1525-1542)
- توفي بابلو جيل دي تالافيرا (1544-1545)
- توفي Martín Sarmiento de Osacastro ، OFM (1548–1557)
- توفي فرناندو دي فيلاغوميز (1561-1571)
- توفي أنطونيو رويز دي موراليس إي مولينا، OS (1572–1576) [4]
- توفي دييغو دي رومانو إي جوفيا (فيتوريا) (1578-1606) [5]
- توفي ألفونسو دي لا موتا إي إسكوبار (1607-1625) [6]
- توفي غوتيريز برناردو دي كيروس (كويروز) (1626-1638)
- طوبى خوان دي بالافوكس ومندوزا (1639-1653) أسقف أوسما
- توفي دييغو أوسوريو دي إسكوبار وميندوزا (لاما) (1655-1673)
- خوان دي سانكتو ماثيا سانز دي مانوزكا إي موريللو (1675 مؤكد - لم يدخل حيز التنفيذ) [7]
- توفي مانويل فرنانديز دي سانتا كروز إي ساهاجون (1676-1699) [8]
- توفي Ignacio de Urbina ، OSH (1701–1703)
- غارسيا فيليبي دي ليجاسبي إي فيلاسكو ألتاميرانو وي ألبورنوز (1704-1705) توفي [9]
- توفي بيدرو نوغاليس دافيلا (1707-1721)
- توفي خوان أنطونيو دي لارديزابال إلورزا (1722-1733)
- توفي Benito Crespo y Monroy، OS (1734–1737)
- يدعى بيدرو غونزاليس غارسيا (1739-1743) أسقف أفيلا
- توفي دومينغو بانتاليون ألفاريز دي أبريو (1743-1763)
- عين فرانسيسكو فابيان ي فويرو (1765-1773) أسقف فالنسيا
- فيكتوريانو لوبيز جونزالو (1773-1786) واسمه أسقف طرطوشة )
- توفي سانتياغو خوسيه إيشافريا نيتو دي أوسوريو إل الغويرا (1788-1789)
- توفي سلفادور بيمبيكا إي سوتومايور (1790–1802)
- توفي مانويل إجناسيو غونزاليس دي كامبيو غوميز ديل فالي (1804-1813)
- توفي خوسيه أنطونيو خواكين بيريز مارتينيز إي روبليس (1814-1829)
- توفي فرانسيسكو بابلو فاسكيز بيزكاينو (ذ سانشيز) (1831-1847)
- توفي خوسيه ماريا لوسيانو بِشيرا ي خيمينيز (1852-1854)
- عين بيلاجيو أنطونيو دي لاباستيدا إي دافالوس (1855-1863) رئيس أساقفة مدينة مكسيكو
- توفي كارلوس ماريا كولينا وروبيو (1863-1879)
- توفي فرانسيسكو دي باولا فيريا ي جونزاليس (1879-1884)
- توفي خوسيه ماريا مورا إي دازا (1884-1887)
- توفي خوسيه ماري ديل ريفوجيو غيرا إي ألفا (1888-1888)
- توفي فرانسيسكو ميليتون فارغاس إي غوتيريز (1888–1896)
- توفي بيرفكتو أميسكيتا إي غوتييريز، CM (1896-1900)
- توفي خوسيه رامون إيبارا إي غونزاليس (1902-1917)
- توفي إنريكي سانشيز باريديس (1919-1923)
- توفي بيدرو فيرا إي زوريا (1924-1945)
- توفي خوسيه إجناسيو ماركيز إي توريز (1945-1950)
- توفي Octaviano Márquez y Tóriz (1950–1975)
- إرنستو كوريبيو إي أومادا (1976-1977) عين أسقف مدينة مكسيكو
- روزندو هويسكا باتشيكو (1977-2009) تقاعد
- فيكتور سانشيز إسبينوزا (2009 إلى الوقت الحاضر)